# Седам војних класика
Седам војних класика (Традиционално кинески: 武經七書; пинјин или Wu ching ch'i shu) представљају седам најважнијих војних текстова древне Кине , у које је такође укључено и Сун Цуово Умеће ратовања. Списи су обједињени под овим именом још у 11 веку нове ере, и од времена династије Сунг били су укључени у већину војних књига приручника, ратних упутстава и енциклопедија царске кине. Од царских војсковођа захтевано је да прочитају и науче нека или сва од ових дела која су им била потребна да би заслужили унапређење, исто као што је за сву државну бирократију и администартивце постојала обавеза да науче и знају Конфучијева дела. Било је пуно зборника са различитим назнакама и анализама које су начинили изучаваоци овог дела кроз векове, које су довеле до стандардизације овог текста, који је данас објављен најпре у западном издаваштву. Цар Канси из династије Ћинг прокоментарисао је Седам војних класика, наводећи. " Прочитао сам свих седам књига, међу њима постоје неки делови који нису нужно исправни, а понегде и сујеверних ствари које могу бити искоришћене од стране лоших људи." Чланови Комунистичке партије Кине такође су изучавали ове текстове за време Кинеског грађанског рата као и многи Европски и Амерички војни умови.
Цар Шензонг (宋神宗), иначе шести цар династије Сунг, донео је одлуку који ће текстови ући у ову антологију-зборник 1080 године.
Према Ralph D. Sawyer и Mei-chün Sawyer-у, који су израдили један од последњих превода, Седам војних класика сачињавају следећи класични текстови:

## Списак текстова
- Књига Јианг Зијина Шест тајних учења-Jiang Ziya (Taigong)'s Six Secret Teachings
- Књига ”Методи Сс-су ма” (такође познато под називом Сима Рангијуво Умеће ратовања)
- Сун цу-ово”Умеће ратовања”
- Ву-ћи-јева књига ” Вузи”
- Књига ”Веи Лиаози”
- Књига ”Три страрегије Хуанг Шигонг”
- Књига ”Питања и одговори између Танг Таизонга и Ли Веигонга”